# Bruno Mannheim (personaje)
Bruno "Ugly" Mannheim es un supervillano que aparece en los cómics estadounidenses publicados por DC Comics. Es un jefe criminal de Intergang, hijo de Moxie Mannheim y uno de los enemigos de Superman.
Chad L. Coleman interpreta a Mannheim en la tercera y cuarta temporada de Superman & Lois.

## Historial de publicaciones
El personaje apareció por primera vez en Superman's Pal Jimmy Olsen #139 (julio de 1971) y fue creado por Jack Kirby.

## Biografía ficticia

### Pre-Crisis
Bruno Mannheim es miembro de Intergang y trabaja bajo el clon de Morgan Edge. También es el hijo de Moxie "Boss" Mannheim. Mannheim y sus secuaces secuestran a Guardian, Goody Rickels y la Newsboy Legion y les hacen comer una comida mezclada con pirogranulado. Después de dejarlos ir, Mannheim afirma que se quemarán en 24 horas. Guardian obliga a Mannheim a renunciar al antídoto para el pirogranulado, lo que le permite salvarse a sí mismo, a Jimmy Olsen y a Goody Rickels, así como a la Newsboy Legion.

### Post-Crisis
En la Post-Crisis, Bruno Mannheim es miembro de Intergang. Mientras Superman lidiaba con una tormenta, Mannheim convocó una reunión con el consejo de guerra Intergang donde necesitan encontrar una manera de desacreditar a Clark Kent, Lois Lane y Cat Grant antes del juicio de Morgan Edge.
Mannheim e Intergang colaboran con Toyman cuando utiliza tecnología apokoliptiana en su venganza contra Lex Luthor. Cuando Mannheim se queja de que Toyman va a llamar la atención sobre él, Toyman insta a Mannheim a que se mantenga al margen de sus asuntos.
Durante la historia de "Crisis infinita", Mannheim se convierte en uno de los gánsteres más poderosos de Metrópolis y en el líder de Intergang.
Desde su regreso en la miniserie 52, afirma haber "renacido" gracias al Nuevo Dios Darkseid y haberse convertido en un psicópata. Durante la Semana 25, ahora un devoto adorador del crimen mismo, hace que Intergang siga "La Biblia del Crimen ", cuya copia original está unida a la piedra con la que Caín mató a Abel. También se muestra que ahora es un caníbal, que mata y luego se come a aquellos que no se someten (o simplemente no se unen inmediatamente) a Intergang como lo hizo con Mirage. Más tarde, Mannheim secuestra a Kite Man, Lamelle, Rawson, Sewer King y Squid para que se unan a Intergang. Algunos de ellos lo rechazan y, como resultado, mueren.
A lo largo de la serie, él entra en conflicto con Renée Montoya, Nightwing y la nueva Batwoman, a quien desea sacrificar. A partir de la semana 48, Mannheim capturó a Batwoman y la ató y amordazó a un altar de sacrificios, apuñalándola en el corazón poco después. Cuando Montoya llega y rescata a su amante, Batwoman arranca el cuchillo de Mannheim de su propio pecho y lo empala en la espalda, aparentemente fatal. Esto es durante el intento de Mannheim de convertir Gotham City en una réplica en miniatura de Apokolips. Batwoman sobrevive a sus heridas.
Superman lo encuentra varias semanas después, mutado para tener varios pisos de altura. Antes de teletransportarse, afirma que Darkseid ya no es su maestro. Según ese comentario, alguien más está detrás de la reciente actividad de Intergang.
En Gotham Underground, Bruno Mannheim e Intergang están involucrados en una guerra de bandas con Tobias Whale.

### The New 52
En 2011, The New 52 reinició el universo DC. Bruno Mannheim fue visto como miembro de Intergang en el momento en que Gotham City cayó en manos de la Religión del Crimen.

### DC Renacimiento
En 2016, DC Comics implementó otro relanzamiento de sus libros llamado DC Rebirth que restauró su continuidad a una forma muy similar a la que tenía antes de "The New 52". Dos de sus hombres informaron a Bruno Mannheim que el ataque al "Autor X" había fracasado. Arroja a los dos hombres a la piscina y la electriza.Lois y Jon visitan la oficina de Cora Benning y encuentran una nota que dice que Intergang se la llevó. Al salir de la oficina, los tres se encuentran en el vestíbulo con Bruno Mannheim, quien afirma que está preguntando cómo llegar. Lois piensa para sí misma que Mannheim está intentando que baje la guardia.

## En otros medios

### Televisión
- Bruno Mannheim aparece en Superman: la serie animada, con la voz de Bruce Weitz.[14]Después de una aparición menor en el episodio "Diversión y juegos", en el que contribuyó indirectamente a que Toyman se convirtiera en un supervillano, Mannheim e Intergang reciben armas de alta tecnología de Kanto en "Tools of the Trade". Después de que Superman lo derrota, Mannheim huye con Kanto y se encuentra con el jefe de este último, Darkseid, para quien Mannheim acepta trabajar a cambio de poder. Sin embargo, en "El Día del Padre", Darkseid hace que Mannheim se teletransporte a las fogatas de Apokolips y se ponga a trabajar. Algún tiempo después, en "Apokolips... ¡Ahora!", Darkseid teletransporta a Mannheim de regreso a la Tierra para provocar una fusión nuclear en una pequeña isla en preparación para una invasión apokoliptiana con la promesa de poder político. Mientras Mannheim logra sobrecargar el reactor, Darkseid lo traiciona y lo deja morir en la explosión que sigue. Después de esto, Abuela Bondad se hace cargo de Intergang.
- Bruno Mannheim aparece en el episodio de Smallville, "Stiletto", interpretado por Dominic Zamprogna. Esta versión es inicialmente un subordinado del propietario y jefe de la mafia de Ace o' Clubs, Ron Milano, quien supervisa una operación de falsificación de dinero. Mannheim y su socio AJ asaltan a Chloe Sullivan, aunque son ahuyentados por Lois Lane. Después de que Milano se burla de él por lo sucedido, Mannheim lo mata, se hace cargo de su operación y comienza a conspirar para eliminar a todos los superhéroes, comenzando con el justiciero Stiletto. Al descubrir que el camarero Jimmy Olsen les estaba tomando fotografías, Mannheim y su pandilla lo toman cautivo y lo golpean para obtener información sobre Stiletto. Clark Kent intenta rescatar a Olsen, pero se ve afectado por la Kryptonita utilizada en el dinero falso antes de que Stiletto derrote a Mannheim y sus hombres y rescate a sus amigos.
- Bruno Mannheim aparece en Young Justice, con la voz de Kevin Michael Richardson.[14]
- Bruno Mannheim aparece en la tercera temporada de Superman & Lois, interpretado por Chad L. Coleman.[15]Esta versión es un criminal afroamericano que opera en Hob's Bay, el jefe de Intergang, el marido de la fallecida Peia Mannheim y el padre de Matteo Mannheim. Se le menciona por primera vez en el final de la segunda temporada como el hombre responsable de la muerte de John Henry Irons de su Tierra. En la tercera temporada, se revela que Mannheim ha estado experimentando con Superman y más tarde con la sangre de Bizarro en criminales para encontrar una cura para el cáncer y salvar a su esposa Peia, con una enfermedad terminal, lo que lo pone en conflicto tanto con Superman como con una Tierra alternativa, John Henry. Después de que Peia es expuesta como una asesina en serie metahumana y detenida por el Departamento de Defensa, Mannheim parece encontrar una cura y hace que su hijo Matteo se la inyecte a Peia mientras la visita, lo que le permite a Peia escapar, pero la cura hace que Peia pierda el control. de su poder y finalmente sucumbir. Sin nada por qué vivir, Mannheim finalmente confiesa sus crímenes, incluido el asesinato de él y Peia de su antiguo empleador Boss Moxie (por el cual incriminaron a Lex Luthor) a cambio de que se retiren los cargos de Matteo. La confesión de Mannheim lleva a Lex Luthor a salir de prisión.

### Película
Bruno Mannheim aparece en The Death of Superman, con la voz de Trevor Devall.

### Videojuegos
- Bruno Mannheim aparece en Superman: Countdown to Apokolips.
- Bruno Mannheim aparece en DC Universe Online, con la voz de Bruce Carey. Tanto en la campaña del héroe como en la del villano, los jugadores son enviados por Question y Deathstroke respectivamente para infiltrarse en Intergang y robar la Biblia del Crimen de Mannheim. Llegan justo cuando él sacrifica a Batwoman para obtener poder infinito, aunque los jugadores pueden derrotarlo con la ayuda de sus respectivos benefactores. Después de esto, usan la Biblia del Crimen para revivir a Batwoman.
- Bruno Mannheim aparece como un personaje invocado en Scribblenauts Unmasked: A DC Comics Adventure.[16]

### Varios
- La encarnación de Bruno Mannheim en Smallville aparece en la temporada 11 de Smallville, en la que se convierte en el líder de Intergang, toma posesión de la Biblia del crimen y es encarcelado en la isla Stryker, donde Batman lo interroga sobre el paradero de la casa segura de Joe Chill.
- Bruno Mannheim aparece en The Batman Strikes! #44,[17]en el que trabaja con Rupert Thorne para crear un ejército de supervillanos basados en Bane, Man-Bat, Firefly, Gearhead y Temblor para poder derrotar a la Liga de la Justicia y apoderarse de Metrópolis. Para lograr este objetivo, Mannheim también se convierte en un Metallo, pero Batman y Superman lo derrotan a él y a sus matones mejorados.